# Zemsta księcia
Zemsta księcia to powieść napisana przez polskiego pisarza Ryszarda Jegorowa w 1981 roku. 
Książka jest drugą z trzech części trylogii Prawem Kaduka. Akcja książki dzieje się w XVII-wiecznej Polsce za czasów panowania Zygmunta III Wazy. Podobnie jak w pierwszej części przedstawione są losy Jacka Gniewosza, który wraz z przyjaciółmi wyrusza, aby  wziąć udział w wojnie z Turcją.